# Henri Timmermans
Gerard Henri Timmermans (Utrecht, 30 november 1896 – Ermelo, 13 mei 2004) was vanaf 8 april 2003 de oudste levende man van Nederland, na het overlijden van Frits Botterblom. Hij heeft deze titel 1 jaar en 35 dagen gedragen.
Nadat hij de honderd al gepasseerd was, maakte Timmermans zich met de hulp van zijn zoon nog de werking van de computer eigen. Hij woonde tot aan zijn 103e nog op zichzelf. Daarna verbleef hij in een verpleegtehuis.
Timmermans overleed op de leeftijd van 107 jaar en 165 dagen. Zijn opvolger was Joop Rosbach.